# Creative Writer
Creative Writer è un word processor creato dalla Microsoft Kids nel 1993. È un programma specifico per ragazzi con il quale è possibile creare documenti scritti, poster e storie varie con caratteri diversi, clip art, wordart e vari effetti. All'apertura del programma ci si trova di fronte ad un palazzo immaginario di Immaginopolis, la città della mascotte del programma McZee; insieme a McZee si trova anche il suo partner Max. Creative Writer ha avuto anche un programma successore, Creative Writer 2, distribuito nel 1996. Creative Writer non è più disponibile nei negozi, ma può essere ancora acquisito dai negozi on-line o website di vendita all'asta come eBay.
Creative Writer fu annunciato da Microsoft il 7 dicembre 1993. Progettato per Windows 95 funzionava comunque con il vecchio Windows 3.1. Il programma era ambientato nella città immaginaria di Imaginopolis e fu distribuito insieme con un altro programma della linea "Kids", Fine Artist.

## Formati di file
Creative Writer e il suo successore utilizzano diverse versioni del file proprietario. max.
Questo formato non può essere aperto da altri programmi della famiglia Microsoft (Word, Excel, Publisher) ma al contrario Creative Writer può aprire file di formato Word .doc, che vengono conservati in un luogo conosciuto come Outside of Imaginopolis.
I progetti salvati con Creative Writer possono essere aperti con la versione 2.0 ma diversamente i file della versione 2.0 possono trovare difficoltà con la versione 1.0